# Alexanderkerk (Zweibrücken)
De Alexanderkerk (Duits: Alexanderskirche) is een laat-gotische hallenkerk in de Duitse stad Zweibrücken. De kerk is in 1489 gesticht door hertog Alexander van Palts-Zweibrücken. In 1493 werd met de bouw begonnen. Tijdens de Tweede Wereldoorlog werd de kerk verwoest, evenals de rest van de binnenstad van Zweibrücken. In 1955 werd de kerk opnieuw ingewijd. De Alexanderkerk wordt gebruikt door de protestantse gemeente van Zweibrücken.